# Brief an Mrs. Bixby

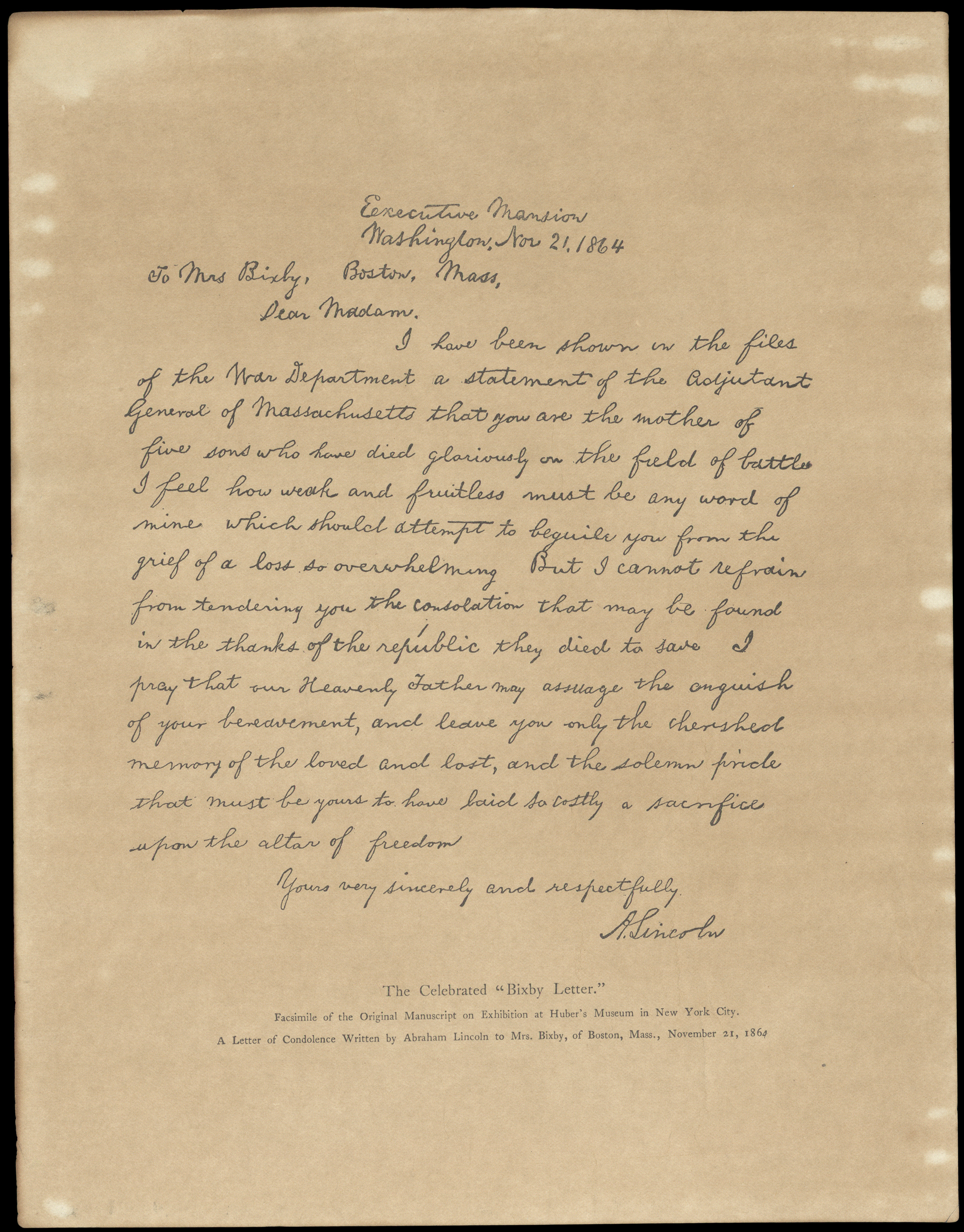
Faksimile des Briefes an Mrs. Bixby

Der Brief an Mrs. Bixby ist ein Schreiben Abraham Lincolns, des 16. Präsidenten der Vereinigten Staaten, an Lydia Bixby, die Mutter von fünf Söhnen, von denen zum Zeitpunkt der Entstehung des Schreibens angenommen wurde, sie seien alle während des Sezessionskrieges gefallen.
Auslöser für Lincolns Schreiben war ein Brief, den John A. Andrew, Gouverneur von Massachusetts 1864, mitten im Amerikanischen Bürgerkrieg, an Lincoln adressiert hatte und in dem er über die Witwe Lydia Bixby berichtete, die fünf ihrer Söhne im Krieg verloren haben sollte. Als Reaktion darauf schrieb Lincoln folgende Zeilen an die trauernde Mutter:
Original

„Executive Mansion,

Washington, Nov. 21, 1864.

Dear Madam,

I have been shown in the files of the War Department a statement of the Adjutant General of Massachusetts that you are the mother of five sons who have died gloriously on the field of battle.

I feel how weak and fruitless must be any word of mine which should attempt to beguile you from the grief of a loss so overwhelming. But I cannot refrain from tendering you the consolation that may be found in the thanks of the Republic they died to save.

I pray that our Heavenly Father may assuage the anguish of your bereavement, and leave you only the cherished memory of the loved and lost, and the solemn pride that must be yours to have laid so costly a sacrifice upon the altar of freedom.

Yours, very sincerely and respectfully,

A. Lincoln“

Übersetzung

„Weißes Haus,

Washington, 21. November 1864

Sehr verehrte Dame,

aus den Akten des Kriegsministeriums wurde mir die Mitteilung des Generaladjutanten von Massachusetts vorgelegt, nach der Sie die Mutter von fünf Söhnen sind, die ruhmreich auf dem Schlachtfeld gefallen sind.

Ich kann erahnen, wie schwach und vergeblich ein jedes meiner Worte sein muss, deren Absicht es ist, Ihnen über den Schmerz eines so überwältigenden Verlustes hinweghelfen zu wollen. Ich kann jedoch nicht umhin, Ihnen als Trost den Dank der Republik, für deren Rettung sie ihr Leben gaben, auszusprechen.

Ich bete dafür, dass unser Himmlischer Vater die Qualen Ihres schmerzlichen Verlustes lindern möge und dass er Ihnen das eherne Andenken Ihrer lieben Verstorbenen lasse sowie Ihren heiligen Stolz, ein so großes Opfer auf dem Altar der Freiheit gebracht zu haben.

Hochachtungsvoll, Ihr sehr ergebener

A. Lincoln“

Da Mrs. Bixby jedoch Anhängerin der Konföderierten Staaten von Amerika, den Kriegsgegnern Lincolns, war, vernichtete sie das Schreiben kurz nach Erhalt. Überliefert ist es u. a. durch einen Abdruck in der Zeitung „Boston Evening Transcript“. 
Erst später stellte sich heraus, dass lediglich zwei der fünf Söhne, nämlich Charles und Oliver, gefallen waren. Von den drei anderen desertierte einer, ein weiterer wurde ehrenhaft entlassen und einer soll entweder ebenfalls desertiert oder aber als Kriegsgefangener zu Tode gekommen sein.
Heute gehen einige Wissenschaftler davon aus, dass der Brief an Mrs. Bixby nicht von Abraham Lincoln, sondern von dessen Sekretär John Hay verfasst wurde.

## Bezüge auf den Brief
- Auf der Statue des National Memorial Cemetery of the Pacific steht folgendes Zitat aus dem Brief: "The solemn pride that must be yours, to have laid so costly a sacrifice upon the altar of Freedom".
- In Steven Spielbergs Film Der Soldat James Ryan zitiert General George C. Marshall, (dargestellt von Harve Presnell) das Schreiben in einer Besprechung mit seinen Offizieren, als die Frage erörtert wird, ob eine Rettungsmission für den Soldaten James Ryan sinnvoll wäre.
- George W. Bush verlas zum 10. Jahrestag der Terroranschläge am 11. September 2001 diesen Brief während einer Gedenkveranstaltung am neuen National September 11 Memorial and Museum[1].